# Favourite Worst Nightmare
Favourite Worst Nightmare je druhé studiové album, vydané 18. dubna 2007 v Japonsku sheffieldskou indie rockovou skupinou Arctic Monkeys. Vydání tohoto alba předcházelo vydání nové singlu „Brianstorm“ 16. dubna 2007. Následující týden po vydání toto album prodalo přes 220 tisíc kopií. Arctic Monkeys za toto album již obdrželi 2 platinové desky ve Velké Británii a byli nominováni na 2007 Mercury Prize.

## Seznam skladeb
1. „Brianstorm“
2. „Teddy Picker“
3. „D Is For Dangerous“
4. „Balaclava“
5. „Fluorescent Adolescent“
6. „Only Ones Who Know“
7. „Do Me A Favour“
8. „This House Is A Circus“
9. „If You Were There, Beware“
10. „The Bad Thing“
11. „Old Yellow Bricks“
12. „505“
13. „Da Frame 2R“ (Japanese edition bonus track)
14. „Matador“ (Japanese edition bonus track)